# Medici per la vita
Medici per la vita (Something the Lord Made) è un film per la televisione del 2004, diretto da Joseph Sargent.

## Trama
Il film è ispirato alla storia vera del dottor Alfred Blalock, un medico bianco, benestante, capo chirurgo del Johns Hopkins Hospital, e del tecnico di laboratorio Vivien Thomas, nero, ex falegname con il sogno di diventare medico. Nella Baltimora degli anni quaranta, essi furono protagonisti della svolta medica che salvò migliaia di vite creando una innovativa tecnica chirurgica cardiaca per operare i bambini affetti dal cosiddetto morbo blu.

## Produzione
La pellicola venne girata a Baltimora e Sykesville, stato del Maryland e prodotto da HBO e da Nina Saxon Film Design.

## Distribuzione

### Data di uscita
La pellicola venne distribuita in diverse nazioni, fra cui:
- Stati Uniti d'America, Something the Lord Made 30 maggio 2004
- Repubblica Ceca 1º aprile 2005[2]
- Ungheria 3 agosto 2005 (uscita DVD)
- Finlandia, Pienten sydänten pelastajat 17 agosto 2005 (uscita DVD)
- Argentina 21 settembre 2005
- Australia 18 gennaio 2006 (uscita DVD)
- Germania, Ein Werk Gottes 16 maggio 2006
- Spagna 28 maggio 2006
- Romania 8 giugno 2006[3]
- Germania 16 giugno 2006 (uscita DVD)
- Italia, Medici per la vita 18 ottobre 2006 (uscita DVD)

## Riconoscimenti
La pellicola ha vinto un Emmy Award nel 2004 e un Peabody Award nel 2005.
- Primetime Emmy Awards
  - 2004 - Migliore film per la televisione